# سیارک ۱۳

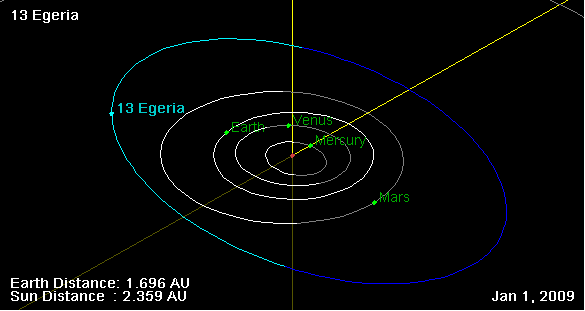
نمایی از محل قرارگیری سیارک ۱۳ در مدار – ۲۰۰۹

سیارک ۱۳ (به انگلیسی: 13 Egeria) سیزدهمین سیارک کشف شده است که در ۲ نوامبر ۱۸۵۰ و در ناپل کشف شد.
قدر مطلق سیارک برابر ۶٫۷۴ است.